# Chrysopilus dudai
Chrysopilus dudai är en tvåvingeart som beskrevs av Nina Krivosheina 2006. Chrysopilus dudai ingår i släktet Chrysopilus och familjen snäppflugor. Inga underarter finns listade i Catalogue of Life.